# Глен Кавендер
Глен Кавендер (англ. Glen Cavender; 19 вересня 1883 — 9 лютого 1962) — американський актор кіно. За свою кінокар'єру з 1914 до 1949 року знявся в 259 фільмах.
Народився в Тусоні, штат Аризона. Брав участь в іспано-американської війні. Почав свою акторську кар'єру виступаючи в водевілях. З моменту заснування працював в кінокомпанії Keystone Cops, знявся в численних комедіях Мака Сеннета. Також був режисером трьох картин Мака Сеннета з 1914 по 1916 рік. З 1920 працював на кіностудії, де знявся у фільмі Бастера Кітона «Генерал».
З приходом звукового кіно його кар'єра пішла на спад і перш відомий актор знімався лише в епізодичних ролях аж до припинення сценічної кар'єри в 1949 році.
Помер в Голлівуді, штат Каліфорнія.

## Фільмографія
- 1914 — Викрадення дешевого автомобіля / Leading Lizzie Astray — власник кафе
- 1914 — Його місце для побачень / His Trysting Place — поліцейський в парку
- 1914 — Жорстока, жорстока любов / Cruel, Cruel Love — лікар
- 1914 — Нахабний джентльмен / Gentlemen of Nerve — глядач
- 1914 — Тісто і динаміт / Dough and Dynamite — головний пекар
- 1914 — Діловий день Мейбл / Mabel's Busy Day — клієнт
- 1914 — Перерваний роман Тіллі / Tillie's Punctured Romance
- 1915 — Коли любов розправляє крила / When Love Took Wings — поліцейський
- 1915 — Мейбл, Фатті і закон / Mabel, Fatty and the Law
- 1915 — Нова роль Фатті / Fatty's New Role — вусатий клієнт
- 1915 — Необачний крок Фатті / Fatty's Reckless Fling — домашній детектив
- 1915 — Випадкове знайомство Фатті / Fatty's Chance Acquaintance — офіціант
- 1915 — Зраджена монета Фатті / Fatty's Faithful Fido
- 1915 — Маленьке золото / That Little Band of Gold — суддя
- 1915 — Приставання до Мейбл / Wished on Mabel — поліцейський в штатському в парку
- 1915 — Своя дорога Мейбл / Mabel's Wilful Way — батько Мейбл
- 1915 — Сімейне життя Мейбл і Фатті / Mabel and Fatty's Married Life — шарманщик
- 1915 — Плутанина через фотографії / Fatty's Tintype Tangle — чоловік в готелі
- 1915 — Падіння непостійного Фатті / Fickle Fatty's Fall — кухар
- 1915 — Підводний пірат / A Submarine Pirate — винахідник / капітан корабля
- 1915 — Фатті і Бродвейські зірки / Fatty and the Broadway Stars — чоловік в офісі Сеннета
- 1915 — Фатті і Мейбл на виставці в Сан-Дієго / Fatty and Mabel at the San Diego Exposition — ревнивий чоловік
- 1916 — Фатті і Мейбл дрейфують / Fatty and Mabel Adrift — ріелтор
- 1917 — Грубий будинок / The Rough House
- 1918 — Клаптик паперу / A Scrap of Paper — Кайзер
- 1918 — Кухар / The Cook
- 1918 — Шериф / The Sheriff
- 1925 — Сталевий мул / The Iron Mule
- 1925 — Кінофільм / The Movies — директор
- 1925 — Бойовий піжон / The Fighting Dude — інструктор
- 1926 — Мої зірки / My Stars — садівник
- 1926 — Лікувальний будинок / Home Cured
- 1926 — Його особисте життя / His Private Life — полковник
- 1926 — Генерал / The General — капітан Андерсон
- 1927 — Слухайте Лену / Listen Lena
- 1931 — Це - моя лінія / That's My Line — прихвостень
- 1931 — Невадський ковбой / The Nevada Buckaroo — шериф Генк
- 1941 — Щиро твій / Affectionately Yours